# Soukharevskaïa (métro de Moscou)
Soukharevskaïa (en russe : Су́харевская et en anglais : Sukharevskaya) est une station de la ligne Kaloujsko-Rijskaïa (ligne 6 orange) du métro de Moscou, située sur le territoire de l'arrondissement Mechtchanski dans le district administratif central de Moscou.
Elle est dénommée Kolkhoznaïa (Колхозная) lors de sa mise en service en 1972, elle prend son nom actuel en 1990.
La station est ouverte tous les jours aux heures de circulation du métro. Elle est desservie par des autobus.

## Situation sur le réseau
Établie en souterrain, à 43 mètres sous le niveau du sol, la station Soukharevskaïa est située au point 027+70 de la ligne Kaloujsko-Rijskaïa (ligne 6 orange), entre les stations Prospekt Mira (en direction de Medvedkovo), et Tourguenievskaïa (en direction de Novoïassenevskaïa).

## Histoire
La station, alors dénommée, Kolkhoznaïa (Колхозная) est mise en service le 5 janvier 1972, lors de l'ouverture à l'exploitation de la section, longue de 2,9 kilomètres, entre la station et Kitaï-gorod.
Elle est renommée avec son nom actuel, Soukharevskaïa, le 5 novembre 1990.